# Логовська сільська рада
Логовська́ сільська рада (рос. Логовской сельский совет) — сільське поселення у складі Первомайського району Алтайського краю Росії.
Адміністративний центр — село Логовське.

## Історія
Станом на 2002 рік селище Голубцово перебувало у складі Жилинської сільської ради.

## Населення
Населення — 1625 осіб (2019; 1630 в 2010, 1627 у 2002).

## Склад
До складу сільської ради входять:
| Населений пункт   | Населення, осіб (2002) | Населення, осіб (2010) |
| ----------------- | ---------------------- | ---------------------- |
| Бешенцево, село   | 145                    | 165                    |
| Голубцово, селище | 60                     | 38                     |
| Логовське, село   | 1419                   | 1426                   |
| Новий Мир, селище | 3                      | 1                      |